# Sonja Škorić
Sonja Skoric (en serbio: Соња Шкорић, (n. Pančevo, Serbia; 26 de febrero de 1996) es una cantante y compositora que representó a Serbia en el Festival de Eurovisión Junior 2010. 

## Carrera
El 26 de septiembre de 2010 se ganó la selección nacional serbia para el Festival de Eurovisión Junior 2010 con la canción "Čarobna noc". Quedó en 3ª posición.
Sonja comenzó a cantar a los cinco años, en 2002 ganó el Festival Raspevano Prolece, entre 2003 y 2005 ganó el mismo festival. En abril de 2010 ella fue la entrada de Serbia en el Festival de San Remo junior en Italia.